# Teaterpokalen
Teaterpokalen er en pris, der uddeles af Foreningen af Danske Teaterjournalister. Prisen uddeles en gang om året til en teaterperson eller teaterinstitution, der har markeret sig med gode præstationer eller aktiviteter i årets løb. Med prisen følger 50.000 kr., der finansieres af Kulturministeriet. Prisen blev uddelt første gang i 1934.
Foreningen uddeler desuden instruktørprisen Teaterkatten samt Initiativprisen.

## Prisvindere
| Årstal | Prisvinder                          | Fødselsår | Dødsår | Kommentar |
| ------ | ----------------------------------- | --------- | ------ | --- |
| 2024   | Iben Hjejle                         | 1971      | -      | “Lægen” (Folketeatret) og “Hvem er bange for Virginia Woolf?” (Teatret ved Sorte Hest)                                                |
| 2023   | Ina-Miriam Rosenbaum                | 1959      | -      | “Arendt – at se i mørke” (Odense Teater)                                                                                              |
| 2022   | Marie Knudsen Fogh                  | 1985      | -      | “Hvem er bange for Virginia Wolf?” (Aalborg Teater)                                                                                   |
| 2021   | Sofia Nolsøe                        | 1986      | -      | “A Clockwork Orange” og “Mens vi døde vågner” (Aarhus Teater)                                                                         |
| 2020   | Kizzy Matiakis                      | 1981      | -      | “Blixen” og “Sylfiden” (Det Kongelige Teater)                                                                                         |
| 2019   | Jeanett Albeck                      | 1981      | -      | “Brøgger” (Teater Republique, Østerbro Teater)                                                                                        |
| 2018   | Tammi Øst                           | 1958      | -      | “Richard III” (Husets Teater) |
| 2017   | Hans Rønne                          | 1953      | -      | “Lev menneske” (»Teatret« og Teateriet Apropos) og “Slagballe Banke” (»Teatret« og Odense Teater)                                     |
| 2016   | Christian Lollike                   | 1973      | -      | Som dramatiker og instruktør på “Living Dead” (Sort/Hvid og Aarhus Teater)                                                            |
| 2015   | Maria Lucia Rosenberg               | 1984      | -      | “The Sound of Music” (Det Ny Teater)                                                                                                  |
| 2014   | Olaf Johannessen                    | 1961      | -      | |
| 2013   | Thure Lindhardt                     | 1974      | -      | “Den mystiske sag om hunden i natten” (Betty Nansen Teatret)                                                                          |
| 2012   | Ole Lemmeke                         | 1959      | -      | |
| 2011   | Ulla Henningsen                     | 1951      | -      | “Smerten” (Teater Får302) |
| 2010   | Bodil Jørgensen                     | 1961      | -      | “Wienerballader” (Det Kongelige Teater)                                                                                               |
| 2009   | Steen Stig Lommer                   | 1960      | -      | “Under isen” (Café Teatret) |
| 2008   | Silja Schandorff                    | 1969      | -      | |
| 2007   | Lars Mikkelsen                      | 1964      | -      | “Erasmus Montanus” (Grønnegårdsteatret) og “Pis” (Det Kongelige Teater)                                                               |
| 2006   | Nicolas Bro                         | 1972      | -      | Mephisto i “Faust” (Det Kongelige Teater)                                                                                             |
| 2005   | Gudrun Bojesen                      | 1976      | -      | |
| 2004   | Peter Langdal                       | 1957      | -      | |
| 2003   | Jytte Abildstrøm                    | 1934      | 2025   | |
| 2002   | Geir Sveaass                        | 1951      | -      | Iscenesættelse af “Jean de France” (Aalborg Teater)                                                                                   |
| 2001   | Birgitte Federspiel                 | 1925      | 2005   | “Nicholas Nickleby” og “Præsidentinderne” (Odense Teater)                                                                             |
| 2000   | Søren Pilmark                       | 1955      | -      | |
| 1999   | Søren Sætter-Lassen                 | 1955      | -      | |
| 1998   | Tammi Øst                           | 1958      | -      | |
| 1997   | Birthe Neumann                      | 1947      | -      | |
| 1996   | Lars Brygmann                       | 1957      | -      | Tale af Bent Mohn i Politiken 10. juli 1996                                                                                           |
| 1995   | Karen-Lise Mynster                  | 1952      | -      | “Heksejagt” (Folketeatret), “En kvinde spejler sig” (Rialto Teatret) og “Klubben” (Bådteatret)                                        |
| 1994   | Tommy Kenter                        | 1950      | -      | |
| 1993   | Aksel Erhardtsen                    | 1927      | -      | |
| 1992   | Preben Kristensen                   | 1953      | -      | “Gøgereden” (Nørrebro’s Teater) og “Idioten” (Aveny)                                                                                  |
| 1991   | Kirsten Olesen                      | 1949      | -      | “Oedipus”, “De forkerte” og “En slyngels dagbog” (Det Kongelige Teater)                                                               |
| 1990   | Nikolaj Hübbe                       | 1967      | -      | Hertug Albrecht i “Giselle” (Det Kongelige Teater)                                                                                    |
| 1989   | “Automn and Winter” på Café Teatret | -         | -      | Ensemblepris til de medvirkende og instruktør                                                                                         |
| 1988   | Klaus Hoffmeyer                     | 1938      | -      | |
| 1987   | Kai Løvring                         | 1931      | 2002   | “Katten op at stege” (ABC-Teatret) |
| 1986   | "Mercedes" på Rialto Teatret        | -         | -      | Ensemblepris til de medvirkende |
| 1985   | Ole Ernst                           | 1940      | 2013   | |
| 1984   | Ib Thorup                           | 1941      | 1990   | |
| 1983   | Lily Broberg                        | 1923      | 1989   | |
| 1982   | Lis Jeppesen                        | 1956      | -      | |
| 1981   | Erik Mørk                           | 1925      | 1993   | |
| 1980   | Frits Helmuth                       | 1931      | 2004   | |
| 1979   | Erik Paaske                         | 1933      | 1992   | Hr. Puntila |
| 1978   | Karen Margrethe Bjerre              | 1942      | 2008   | Frk. Marquerite (monolog) |
| 1977   | Olaf Ussing                         | 1907      | 1990   | |
| 1976   | Ove Sprogøe                         | 1919      | 2004   | |
| 1975   | Ukendt                              | -         | -      | |
| 1974   | Morten Grunwald                     | 1934      | 2018   | |
| 1973   | Ghita Nørby                         | 1935      | -      | |
| 1972   | Jørgen Reenberg                     | 1927      | -      | |
| 1971   | Buster Larsen                       | 1920      | 1993   | |
| 1970   | Preben Neergaard                    | 1920      | 1990   | |
| 1969   | Preben Harris                       | 1935      | -      | |
| 1968   | John Price                          | 1913      | 1996   | |
| 1967   | Edvin Tiemroth                      | 1915      | 1984   | |
| 1966   | Bendt Rothe                         | 1921      | 1989   | |
| 1965   | Lone Hertz                          | 1939      | -      | |
| 1964   | Henning Moritzen                    | 1928      | -      | |
| 1963   | Ernst Bruun Olsen                   | 1923      | -      | |
| 1962   | Bodil Udsen                         | 1925      | 2008   | "Glade dage" |
| 1961   | Erik Bruhn                          | 1928      | 1986   | |
| 1960   | Poul Reichhardt                     | 1913      | 1985   | |
| 1959   | Thorvald Larsen                     | 1892      | 1992   | |
| 1958   | Sam Besekow                         | 1911      | 2001   | |
| 1958   | Clara Pontoppidan                   | 1883      | 1975   | |
| 1957   | Karin Nellemose                     | 1905      | 1993   | “Lang dags rejse mod nat” (Det Kongelige Teater)                                                                                      |
| 1956   | Lily Weiding                        | 1924      | -      | |
| 1955   | Margrethe Schanne                   | 1921      | -      | |
| 1954   | Ingeborg Brams                      | 1921      | 1989   | |
| 1953   | Peer Gregaard                       | 1913      | 1998   | |
| 1952   | Osvald Helmuth                      | 1894      | 1966   | |
| 1951   | Bodil Kjer                          | 1917      | 2003   | |
| 1950   | Johannes Meyer                      | 1884      | 1972   | |
| 1949   | Ellen Gottschalch                   | 1894      | 1981   | |
| 1948   | Mogens Wieth                        | 1919      | 1962   | |
| 1947   | Margot Lander                       | 1910      | 1961   | |
| 1946   | Kjeld Abell                         | 1901      | 1961   | |
| 1945   | Maria Garland                       | 1889      | 1967   | Desuden modtager Cai Hegermann-Lindencrone en Teaterpokal for sin ledelse af Det Kongelige Teater i besættelsesårene 1940-1945.       |
| 1944   | Berthe Qvistgaard                   | 1910      | 1999   | |
| 1943   | Per Knutzon                         | 1897      | 1948   | |
| 1942   | Liva Weel                           | 1897      | 1952   | |
| 1941   | Angelo Bruun                        | 1898      | 1956   | |
| 1940   | Thorkild Roose                      | 1874      | 1961   | |
| 1939   | Clara Pontoppidan                   | 1883      | 1975   | Desuden fik Johannes Poulsen tildelt Teaterpokalen posthumt, og pokalen blev på årsdagen for hans dødsfald overrakt til Teatermuseet. |
| 1938   | Harald Lander                       | 1905      | 1971   | |
| 1937   | Ukendt                              | -         | -      | |
| 1936   | Else Skouboe                        | 1898      | 1950   | |
| 1935   | Jonna Neiiendam                     | 1872      | 1938   | |
| 1934   | Henrik Bentzon                      | 1895      | 1971   | |
| 1933   | Holger Gabrielsen                   | 1896      | 1955   | |

## Eksterne referencer
- Officiel hjemmeside